# Агаскир
Агаскир  — село в Орджонікідзевському районі Хакасії. Розташоване в гірничо-тайговій місцевості. Малий населений пункт. Число господарств  — 9, населення  — 19 осіб (01.01.2004). Утворено в 1900 — 1905. 